# Donato Bilancia
Donato Bilancia, detto Walter (Potenza, 10 luglio 1951 – Padova, 17 dicembre 2020), è stato un criminale e serial killer italiano, condannato a 13 ergastoli per aver commesso 17 omicidi tra ottobre 1997 e aprile 1998 in Liguria e nel Basso Piemonte.

## Biografia

### Gioventù
Nato a Potenza, secondo dei due figli di Rocco, dipendente pubblico, e Anna Mazzaturo, casalinga, si trasferì con la famiglia prima ad Asti, poi a Capaccio, in provincia di Salerno, e nel 1956 a Genova. Crebbe in un contesto familiare difficile e degradato, legando solo col fratello maggiore, Michele: raccontò che, quando gli capitava di urinare accidentalmente nel letto, la madre era solita appendere fuori dalla finestra le lenzuola bagnate; dal padre invece veniva deriso con malizia davanti ai familiari per la sua "scarsa virilità". Lasciata la scuola senza riuscire a passare la terza media, Bilancia entrò presto in contatto con ambienti criminali e si mise a rubare. Ebbe i primi guai con la giustizia nel 1965 per il furto di un ciclomotore; fu poi arrestato nel 1972 per aver rubato un camion carico di panettoni (che cercò improvvidamente di rivendere davanti a un supermercato) e ancora nel 1974 a Como per porto abusivo di arma da fuoco, nel 1978 in Francia per rapina e nel 1981 per un tentato sequestro nell'entroterra di Genova.
Dai primi anni 1980 iniziò a delinquere in solitaria, senza più complici, e a giocare pesantemente d'azzardo nelle bische clandestine: come egli stesso dichiarò in seguito ai Carabinieri, rischiava somme molto elevate, perdeva spesso e pagava i debiti grazie ai proventi dei furti. Nell'ambiente delle bische clandestine era noto con il nome di Walterino poiché, ritenendo il suo nome di battesimo eccessivamente legato alle proprie origini meridionali, aveva preso l'abitudine di farsi chiamare Walter.
Nel 1987 il suicidio del fratello Michele che, con in braccio il figlio piccolo Davide di 4 anni, si gettò sotto un treno presso la stazione di Genova Pegli, lo "segnò" definitivamente: attribuì infatti tutta la responsabilità alla moglie di costui, Ornella, e maturò un complessivo disprezzo nei confronti delle donne. Negli anni successivi fu denunciato per minacce e percosse a una prostituta e per molestie sessuali alla commessa di un negozio di intimo di Genova.
Nel 1990 Donato Bilancia fu vittima di un incidente stradale, a seguito del quale rimase in coma per due giorni. Ripresosi, andò a vivere dapprima a Savona e poi nel centro di Genova, in case comprate con la refurtiva delle sue rapine. Tra il 1996 e il 1997 iniziò però a perdere molto denaro nel gioco d'azzardo e dovette trasferirsi in un modesto sottoscala.

### I primi omicidi
Bilancia disse di aver maturato la decisione di commettere omicidi nel 1997, mentre si trovava in una bisca clandestina, quando udì i due biscazzieri Giorgio Centanaro e Maurizio Parenti burlarsi di lui per averlo truffato al tavolo da gioco.
Nelle prime ore del 16 ottobre 1997 si introdusse nella casa di Centanaro nel quartiere Molassana a Genova e lo soffocò con un cuscino e con del nastro adesivo. Il delitto venne tuttavia archiviato come morte per cause naturali, in quanto non vi era alcuna traccia che si fosse trattato di un omicidio. Fu Bilancia stesso ad autoaccusarsi di questo crimine dopo il suo arresto.
Il 24 ottobre completò la sua vendetta assassinando nella loro casa di Piazza Cavour a Genova il biscazziere Maurizio Parenti e la moglie Carla Scotto, che si erano da poco sposati; dopo l'uccisione, sottrasse alle vittime 13 milioni e mezzo di lire in contanti e alcuni orologi di valore, di cui poi si liberò. In questo crimine, come in tutti i successivi, utilizzò per la prima volta una pistola Smith & Wesson modello 36 Chief Special che aveva rubato ad Arona, in provincia di Novara nel 1992, caricata con proiettili Lapua Patria.
Dal momento che Parenti frequentava ambienti della malavita organizzata, Bilancia iniziò a temere ritorsioni, per cui decise di continuare a uccidere per allontanare i sospetti: il 27 ottobre, in via Monticelli, quartiere Marassi, irruppe nella casa dei coniugi Bruno Solari e Maria Luigia Pitto, titolari di un'oreficeria, i quali reagirono e vennero freddati con alcuni colpi di pistola; nessun oggetto di valore fu asportato dalla casa e Bilancia, successivamente, disse che in realtà non gli importava rubare, ma solo uccidere.
Preso dalla frenesia criminale, perpetrò il primo omicidio fuori città il 13 novembre, a Ventimiglia, uccidendo il cambiavalute Luciano Marro, a cui sottrasse 45 milioni di lire; per la prima volta si servì allo scopo di un'autovettura Mercedes-Benz 190 nera comprata da un conoscente per 5 milioni. 
Il 25 gennaio 1998 uccise a Genova Giangiorgio Canu, un metronotte, per futili motivi: come disse agli inquirenti, oltre a voler confondere ulteriormente le acque sul suo conto, disse che Canu era fisicamente simile a Giorgio Centanaro e guidava un'automobile con un vistoso numero 32 (cifra da lui ritenuta "fortunata") sulla carrozzeria. Nondimeno, disse ancora, qualche anno addietro aveva avuto una colluttazione con un'altra guardia giurata, che l'aveva sorpreso durante una rapina ed era riuscito a ferirlo con la sua pistola d'ordinanza. In questo crimine, per la prima volta, Bilancia fece indossare un indumento alla vittima in modo tale da coprirle il volto, così da non doverlo guardare mentre questa moriva: tale gesto divenne una prassi delle sue azioni.
Parallelamente, continuò a giocare pesantemente alle bische e al casinò di Sanremo, dandosi anche ad azioni di depistaggio: procuratosi il numero di telefono del pubblico ministero che indagava sul delitto Parenti, gli telefonò camuffando la voce e affermando di essere l'assassino di Giorgio Centanaro, dichiarando che il referto autoptico d'infarto era errato. Gli inquirenti, dal canto loro, per diverso tempo non misero in relazione i vari crimini, sebbene già vi fossero degli elementi di potenziale collegamento.

### Ilserial killerdelle prostitute
Dopo quarantatré giorni, trascorsi essenzialmente a giocare alle bische o ai casinò di Sanremo e Saint Vincent, oppure nei club privé, Bilancia tornò a uccidere il 9 marzo 1998 a Varazze, dove assassinò Stela Truya (pseudonimo di Almerina Bodejani), prostituta albanese che aveva caricato in macchina a Genova e con cui si era appartato presso una spiaggetta. Ebbe così inizio un nuovo filone della sua attività criminale, in cui essenzialmente sfogò il livore che nutriva verso le donne. 
Qualche giorno dopo si recò presso un'edicola di Genova centro (era infatti solito comprare quotidianamente Il Secolo XIX, per verificare l'andamento delle indagini), mettendosi a commentare le notizie sul suo conto con gli altri clienti. Nel mentre alcune amiche di Stela Truya, che l'avevano vista salire a bordo della macchina di Bilancia, descrissero l'aspetto del veicolo agli inquirenti.
Il 18 marzo a Pietra Ligure assassinò con un colpo in testa l'ucraina Ljudmyla Zubskova, che aveva caricato in macchina ad Albenga; si sbarazzò poi dei suoi effetti personali gettandoli in mare.
Il 20 marzo colpì nuovamente a Ventimiglia, nella frazione di Latte, rapinando e uccidendo un altro cambiavalute di nome Enzo Gorni, poi si recò nuovamente al casinò di Sanremo, dove riuscì a farsi pagare una puntata vincente arrivata dopo il Rien ne va plus; il lunedì successivo si recò in banca a cambiare la refurtiva (perlopiù franchi francesi) in lire, firmando col proprio nome e lasciando gli estremi dei suoi documenti.
Il 24 marzo a Villa Minerva di Novi Ligure, in frazione Barbellotta, si appartò a bordo della sua Mercedes con July Castro, prostituta transessuale che si faceva chiamare Lorena, la quale intuì però il pericolo e cercò di fuggire. In quel momento sopraggiunsero due automobili di vigilanti notturni, ai quali Bilancia sparò, uccidendoli; si mise poi alla ricerca di July, alla quale provocò una grave ferita all'addome, senza però riuscire a ucciderla. July Castro, ascoltata dagli inquirenti, fornì loro un ulteriore identikit dell'assassino, che nel complesso convergeva con quello delineato da coloro che avevano visto Bilancia fuggire dopo aver ucciso Enzo Gorni: "Vestito con giacca e cravatta, pantaloni eleganti e un soprabito scuro con il bavero rialzato. Era molto taciturno, e sul piano fisico un po' robusto. Aveva i capelli brizzolati, un’età di circa 50-55 anni e un inconsueto timbro di voce, molto rauco e profondo".. Castro riuscì anche a riferire i primi numeri della targa della Mercedes, ma con un errore: AM al posto di AF.
Bilancia, sentendosi braccato, provò nuovamente un depistaggio: abbandonò la Mercedes in favore di una Opel Kadett rubata a Genova e il 26 marzo si recò nuovamente a Ventimiglia, dove chiese a una edicolante informazioni sul delitto Gorni. Quello stesso giorno i giornali liguri avevano pubblicato il suo identikit: la giornalaia, insospettita, ne informò a sua volta la polizia. Poco dopo telefonò ai Carabinieri spacciandosi per un testimone, affermando di aver visto l'assassino scappare su un'utilitaria bianca. Il maresciallo che rispose alla chiamata provò a dargli un appuntamento per parlarne, ma Bilancia non si presentò.
Il 29 marzo a Cogoleto assassinò un'altra prostituta, la nigeriana Tessy Adodo (pseudonimo di Evelyn Edoghaye). Questo omicidio rappresentò la svolta delle indagini, in quanto lo si ricollegò a quello di Stela Truya e, in seguito, agli altri omicidi delle prostitute, essendosi riconosciuta, attraverso gli esami balistici del Reparto Investigazioni Scientifiche di Parma, l'unicità dell'arma utilizzata. Venne anche, per la prima volta, campionato il DNA di Bilancia. Non furono però colti vari altri elementi che avrebbero permesso d'incastrare Bilancia e associarlo pienamente a tutti i suoi crimini: l'uso costante della stessa automobile (descritta da più testimoni), i mozziconi di sigaretta abbandonati su diverse scene del crimine, al pari di varie tracce organiche, orme di scarpa e impronte digitali, il metodo di coprire il capo delle vittime prima di ucciderle.
L'ultimo tentativo delittuoso ascrivibile a questo filone avvenne il 3 aprile, quando prese appuntamento a Sanremo con la prostituta Luisa Ciminiello; recatosi a casa sua, fu però indotto a desistere dal proposito omicida allorché la donna gli mostrò la foto di un bambino, che disse essere suo figlio (in realtà era il nipote). Bilancia quindi lasciò la casa senza commettere il crimine e l'indomani telefonò alla donna per chiederle scusa e di non denunciarlo.

### Gli omicidi sui treni e il "mostro della Liguria"
Dopo l'ultimo episodio, Bilancia cambiò improvvisamente il suo modo di agire e la tipologia delle sue vittime.
Il 12 aprile 1998 prese l'Intercity La Spezia-Venezia, sul quale individuò una vittima a caso: Elisabetta Zoppetti, infermiera milanese dell'Istituto Nazionale dei Tumori di ritorno da una vacanza a Chiavari. Quando il treno era tra Serravalle Scrivia e Tortona, la donna andò al bagno, Bilancia la seguì, aprì la porta con una chiave quadrata che aveva con sé, la immobilizzò buttandole la giacca sul capo e le sparò. Scese quindi dal treno a Voghera e ne prese uno in direzione inversa, non prima di aver telefonato ai genitori da una cabina per fare gli auguri di Pasqua.
Il 14 aprile uccise un'altra prostituta, Kristina Valla, di origine macedone, sulla strada tra Albenga e Ceriale.
Il 18 aprile tornò a colpire su un treno, sulla tratta Genova-Ventimiglia, assassinando tra Sanremo e Bordighera, la babysitter Maria Angela Rubino con lo stesso "schema" usato per Zoppetti, intrappolandola nella ritirata di un vagone. Dopo essersi masturbato sul suo cadavere, scese dal treno a Bordighera.
Il caso del "mostro della Liguria" salì al clamore delle cronache, dal momento che, da un ambiente limitato e relativamente isolato come quello della prostituzione, era passato a colpire con assoluta casualità sui treni. La paura nei cittadini fu tale che il Procuratore Generale di Genova Guido Zavanone raccomandò ai viaggiatori di osservare comportamenti prudenti sui treni in Liguria (viaggiare solo se necessario e, soprattutto, viaggiare in compagnia). La mobilitazione delle forze dell'ordine fu molto alta in quei giorni, con il pedinamento di vari sospettati e la ricerca su due tipi di automobili che erano coinvolte nel caso, ovvero una Mercedes-Benz 190 nera e una Opel Kadett bianca.
Il 20 aprile nell'area di servizio Conioli Sud sull'autostrada Genova-Ventimiglia, nel comune di Santo Stefano al Mare, si compì l'ultimo dei delitti di Bilancia, che rapinò e uccise il benzinaio Giuseppe Mileto. Due giorni prima la Opel Kadett che aveva rubato era stata rimossa dai vigili urbani perché in divieto di sosta, pertanto Bilancia aveva ricominciato a usare la Mercedes.

### L'arresto
La svolta nel caso avvenne quando giunse ai Carabinieri una notizia, apparentemente insignificante: Giuseppino "Pino" Monello, l'amico che aveva venduto a Bilancia la Mercedes nera, ignaro dei suoi crimini, si era recato da un avvocato a seguito della ricezione di una serie di multe per il mancato pagamento di pedaggi autostradali. Bilancia (che non aveva mai formalizzato il passaggio di proprietà del mezzo) aveva infatti il vizio di eludere i caselli accodandosi a un'altra auto, evitando così di pagare: la targa dell'automezzo era stata quindi ripetutamente segnalata, con relative contravvenzioni. Monello si era particolarmente insospettito per il fatto che Bilancia gli avesse detto di non far menzione con nessuno della vendita della Mercedes; su consiglio dell'avvocato, sporse denuncia. I Carabinieri scoprirono una corrispondenza quasi perfetta tra Bilancia e l'identikit creato in base alla descrizione data da Lorena; inoltre le tracce degli pneumatici sulle scene di alcuni degli omicidi erano perfettamente compatibili con quelle della Mercedes. Monello, su indicazione degli inquirenti, prese appuntamento con Bilancia, con la scusa di chiedergli il risarcimento delle multe: la tazzina da cui quest'ultimo aveva bevuto il caffè venne trasmessa al RIS di Parma, che trovò totale corrispondenza tra il DNA e le tracce rinvenute sul corpo di Maria Angela Rubino. 
Donato Bilancia fu arrestato il 6 maggio 1998 all'uscita dell'Ospedale San Martino di Genova, dove si era recato per degli esami: dopo un'iniziale resistenza (temendo si trattasse di sicari venuti ad ucciderlo), si calmò quando comprese che si trattava di Carabinieri. Nella perquisizione a casa sua fu trovata la pistola Smith & Wesson 36, con nel tamburo ancora 4 proiettili Lapua Patria. Dopo pochi giorni rese confessione spontanea di tutti gli omicidi, attribuendosi, come detto, anche il delitto di Giorgio Centanaro, inizialmente considerato morto per cause naturali.

### La condanna e la vita in carcere
Venne condannato a 13 ergastoli per i 17 omicidi e a 16 anni di reclusione per il tentato omicidio di July Castro, con sentenza del 12 aprile 2000 del tribunale di Genova, con 3 anni di isolamento diurno, sentenza confermata poi in Corte d'appello e in Corte di Cassazione. Scontò inizialmente la sua pena alla Casa circondariale Marassi, poi dal 2000 alla Casa di reclusione di Chiavari (dove si rese protagonista di minacce gravi a due agenti, che gli costarono un nuovo processo a gennaio 2005), per essere trasferito pochi anni dopo nella Casa circondariale Due Palazzi di Padova. A causa delle minacce e aggressioni ricevute da altri detenuti, l'isolamento divenne di 11 anni, durante i quali pensò più volte al suicidio, senza mai trovare il coraggio di metterlo in atto.
Concluso l'isolamento (durante il quale, nel 2004, ebbe modo di rilasciare un'intervista a Paolo Bonolis nel programma Domenica in, circostanza che non mancò di causare polemiche), a inizio dicembre 2011 manifestò, a mezzo stampa, la volontà di "potersi occupare, come nonno, di un bambino bisognoso con disabilità"; tempo dopo la sua richiesta venne accolta, e iniziò a sostenere economicamente con parte della sua pensione di invalidità civile (la quale ammontava a 528,35 euro mensili) un bambino affetto da sindrome di Down e altre disabilità, ospite dell'Opera della Provvidenza S. Antonio, a Rubano, e una famiglia siciliana con tre figli con disabilità. Nel carcere padovano si appassionò inoltre al teatro, frequentando un corso tenuto da Maria Cinzia Zanellato, e alle lingue straniere, studiando inglese, francese e spagnolo. Nel luglio 2015 scrisse un articolo, reso pubblico postumo, nel quale lamentava frequenti attacchi mediatici alla sua persona.
Nel 2016, presentando una tesina sul welfare state, si diplomò in ragioneria, presso l'Istituto Tecnico Commerciale Statale "Luigi Einaudi", ottenendo una votazione di 83/100. Si iscrisse poi a progettazione e gestione del turismo culturale, all'Università degli Studi di Padova. Nel novembre 2017 ottenne un permesso dal Tribunale di sorveglianza per visitare, scortato, la tomba del padre a Nizza Monferrato. A gennaio 2019 fece richiesta al Tribunale di sorveglianza di un permesso premio per poter visitare il bambino con disabilità da lui sostenuto, ma la richiesta venne respinta perché considerato "ancora pericoloso". Il 15 dicembre 2019 si esibì, assieme ad altri detenuti, nel concerto di Natale presso l'auditorium del carcere, suonando la chitarra classica. A fine ottobre 2020 la Cassazione confermò il rifiuto del permesso premio.

### La morte
A inizio dicembre 2020 nel carcere padovano scoppiò un focolaio di COVID-19 che contagiò detenuti e agenti, e Bilancia fu l'unico per il quale si rese necessario il ricovero presso l'Azienda Ospedale-Università Padova, nel reparto di pneumologia. Abbattuto per il recente rifiuto del permesso premio, e imputando ai giudici di non aver compreso i suoi sforzi per cambiare, rifiutò le cure e, nonostante alcune lettere d'incoraggiamento di chi lo seguiva, si lasciò morire per "non essere più un problema per la società". È deceduto il 17 dicembre 2020, all'età di 69 anni.

### Le vittime
- Giorgio Centenaro, ucciso nella sua casa alla Molassana il 16 ottobre 1997
- Maurizio Parenti e Carla Scotto, uccisi nella loro casa di Piazza Cavour a Genova il 24 ottobre 1997
- Bruno Solari e Maria Luigia Pitto, uccisi nella loro casa a Marassi il 27 ottobre 1997
- Luciano Marro, ucciso a Ventimiglia il 13 novembre 1997
- Giangiorgio Canu, ucciso a Genova il 25 gennaio 1998
- Stela Truya, uccisa a Varazze il 9 marzo 1998
- Ljudmyla Zubskova, uccisa a Pietra Ligure il 18 marzo 1998
- Enzo Gorni, ucciso a Latte di Ventimiglia il 20 marzo 1998
- Massimiliano Gualillo e Candido Randò, uccisi a Barbellotta di Novi Ligure il 24 marzo 1998
- Tessy Adodo, uccisa a Cogoleto il 29 marzo 1998
- Elisabetta Zoppetti, uccisa sull'Intercity La Spezia-Venezia, tra Serravalle Scrivia e Tortona il 12 aprile 1998
- Kristina Valla, uccisa sulla strada tra Albenga e Ceriale il 14 aprile 1998
- Maria Angela Rubino, uccisa sul treno Genova-Ventimiglia, tra Sanremo e Bordighera il 18 aprile 1998
- Giuseppe Mileto, ucciso nella stazione di servizio dell'A10 Conioli Sud, nel comune di Santo Stefano al Mare il 20 aprile 1998

## Influenza sulla cultura popolare e di massa
- Al caso Bilancia si ispira Ultima pallottola,[31] una miniserie televisiva italiana, per la regia di Michele Soavi, trasmessa per la prima volta nel 2003 su Canale 5, con gli attori Giulio Scarpati, che interpreta l'ufficiale dell'Arma che conduce le indagini, e Carlo Cecchi, nella parte del serial killer che terrorizza la città di Genova.
- Nel 2014 Rai 3 dedica una puntata del programma Stelle nere ai delitti di Bilancia.[32]
- La storia di Donato Bilancia è raccontata col titolo L'infanzia umiliata del serial killer da Francesco Migliaccio nel podcast su storie dell'orrore e crimini Demoni Urbani.[33]
- Nel 2021 il programma televisivo di Rai 3 Un giorno in pretura dedica una puntata al processo di Bilancia.
- Il 7 ottobre 2022 per il ciclo Rai Documentari L'Italia Criminale, va in onda alle 21.25 su Rai2 Le tre vite di Donato Bilancia.[34]
- Il 1º marzo 2024 Stefano Nazzi gli dedica una puntata del podcast Indagini.[35]
- Il 6 agosto 2025 il giornalista Stefano Nazzi ripercorre la storia di Donato Bilancia nella quarta puntata del programma Il caso.